# Manfred Schöndorfer
Manfred Schöndorfer (* 28. Oktober 1948 in Bad Reichenhall) ist ein ehemaliger deutscher Ringer im Leichtgewicht.

## Leben
Er wuchs in Bad Reichenhall auf und trat dem dortigen Athletik Club bei. Mit dem Training von Josef Paar gelang ihm bald der Sprung in die deutsche Spitzenklasse. 1965 und 1966 wurde er deutscher Jugendmeister. 1968 wurde er als Zwanzigjähriger Dritter bei den deutschen Meisterschaften im griechisch-römischen Stil des Leichtgewichts hinter Franz Schmitt, Mainz und Klaus Rost, Witten. Von da an blieb er bis 1976 in der deutschen und internationalen Spitzenklasse. Beruflich ließ er sich zum Physiotherapeuten und Masseur ausbilden. Inzwischen betreibt Manfred Schöndorfer mehrere Sportstudios.

## Internationale Erfolge
(OS = Olympische Spiele, WM = Weltmeisterschaft, EM = Europameisterschaft, alle Wettbewerbe im griechisch-römischen Stil, Leichtgewicht, damals bis 68 kg Körpergewicht)
| Jahr | Platz | Veranstaltung               | Gewichtsklasse | |
| 1970 | 3.    | EM in Berlin (Ost)          | Leicht         | mit Siegen über Stojan Apostolow, Bulgarien, Nepustil, Tschechoslowakei, Rhyn, Schweiz, und einer Niederlage gegen Simion Popescu, Rumänien                            |
| 1970 | 6.    | WM in Edmonton              | Leicht         | mit Siegen über Pavicic, Jugoslawien, Saarinen, Finnland, unentschieden gegen Hisirli, Türkei, und einer Niederlage gegen Takashi, Japan                               |
| 1972 | 4.    | OS in München               | Leicht         | mit Siegen über Djan, Afghanistan, Weirum, Dänemark, unentschieden gegen Sreten Damjanović, Jugoslawien, und Antal Steer, Ungarn, und einer Niederlage gegen Apostolow |
| 1973 | 4.    | WM in Teheran               | Leicht         | mit Siegen über Sato, Japan, Frey, USA, Andrzej Supron, Polen, und Niederlagen gegen Schamil Chisamutdinow, UdSSR, und Sreten Damjanovic                               |
| 1974 | 4.    | EM in Madrid                | Leicht         | mit Siegen über Bozonet, Frankreich, Nepustil, Meier, Schweiz, und Niederlagen gegen Heinz-Helmut Wehling, DDR, und Chisamutdinow                                      |
| 1975 | 4.    | EM in Ludwigshafen am Rhein | Leicht         | mit Siegen über Tschifudow, Bulgarien, Markku Yli-Isotalo, Finnland, Monno, Italien, und Niederlagen gegen Hermann Wolter, DDR, und Andre Supron                       |
| 1976 | 5.    | EM in Leningrad             | Leicht         | mit Siegen über Davidsen, Norwegen, Maraganis, Griechenland, Ehrlich, Tschechoslowakei, und Niederlagen gegen Lars-Erik Skiöld, Schweden, und Chisamutdinow            |
| 1976 | 6.    | OS in Montreal              | Leicht         | mit Siegen über Erol Mutlu, Türkei, Markku Yli-Isotalo, Gian-Matteo Ranzi, Italien, und Niederlagen gegen Wehling und Skiöld                                           |

## Nationale Erfolge
Manfred Schöndorfer wurde von 1970 bis 1976 siebenmal in Folge deutscher Meister im Leichtgewicht, griechisch-römischer Stil. Seine härtesten Konkurrenten waren dabei Klaus Rost, Witten und Erich Klaus, Reilingen.